# William H. Partridge
William H. Partridge (Leones, provincia de Córdoba, 15 de setembro de 1924 — 14 de julho de 1966) foi um ornitólogo, naturalista e explorador argentino.
Dedicou-se especialmente ao estudo da "avifauna" da mesopotâmia argentina e em particular da província de Misiones, cujo território explorou e estudou.
Realizou também uma valiosa coleção ornitológica em sua cidade natal ao sul de Córdoba, onde viajou em numerosas oportunidades desde 1947 até janeiro de 1965.

## Publicações
- El hornero, 1953